# Adam Ignác Mladota ze Solopysk
Adam Ignác Mladota ze Solopysk, též Adam Hynek nebo Adam Jindřich (německy Adam Heinrich Mladota von Solopisk, 1673 – 23. května 1708, Praha) byl český šlechtic a duchovní. Pocházel z českého rodu Mladotů ze Solopisk.

## Život
Narodil se jako syn Viléma Jindřicha († 1691) a jeho manželky Marie Magdaleny Studenické. Byl nejstarším z pěti bratrů, mezi nimi Václava Rudolfa († 1710), Ferdinanda Antonína, († 17. října 1726 v Souticích), Jana Viléma († kolem roku 1710) a Viléma Ignáce († 1709).
Vstoupil do duchovního stavu. Roku 1673 byl vysvěcen na kněze a následujícího roku se stal se farářem v Milčíně a krátce nato papežským protonotářem a roku 1701 kanovníkem královské kapituly Všech svatých a na Vyšehradě. V té době zakoupil panství Skrýšov u Sv. Jana a nechal zde na vrchu poblíž obce vystavět kostel, který byl v průběhu věků známý díky studánce, u níž docházelo k zázračným uzdravením a proto lákala poutníky. Byl děkanem v Chrasti, Sobotce a následně od roku 1702 děkanem svatovítské katedrály v Praze a proboštem u Všech Svatých.
V roce 1705 nechal postavit poutní kapli svatých Čtrnácti pomocníků, u níž byly později pravidelně slouženy mše, především na den sv. Jana Nepomuckého.

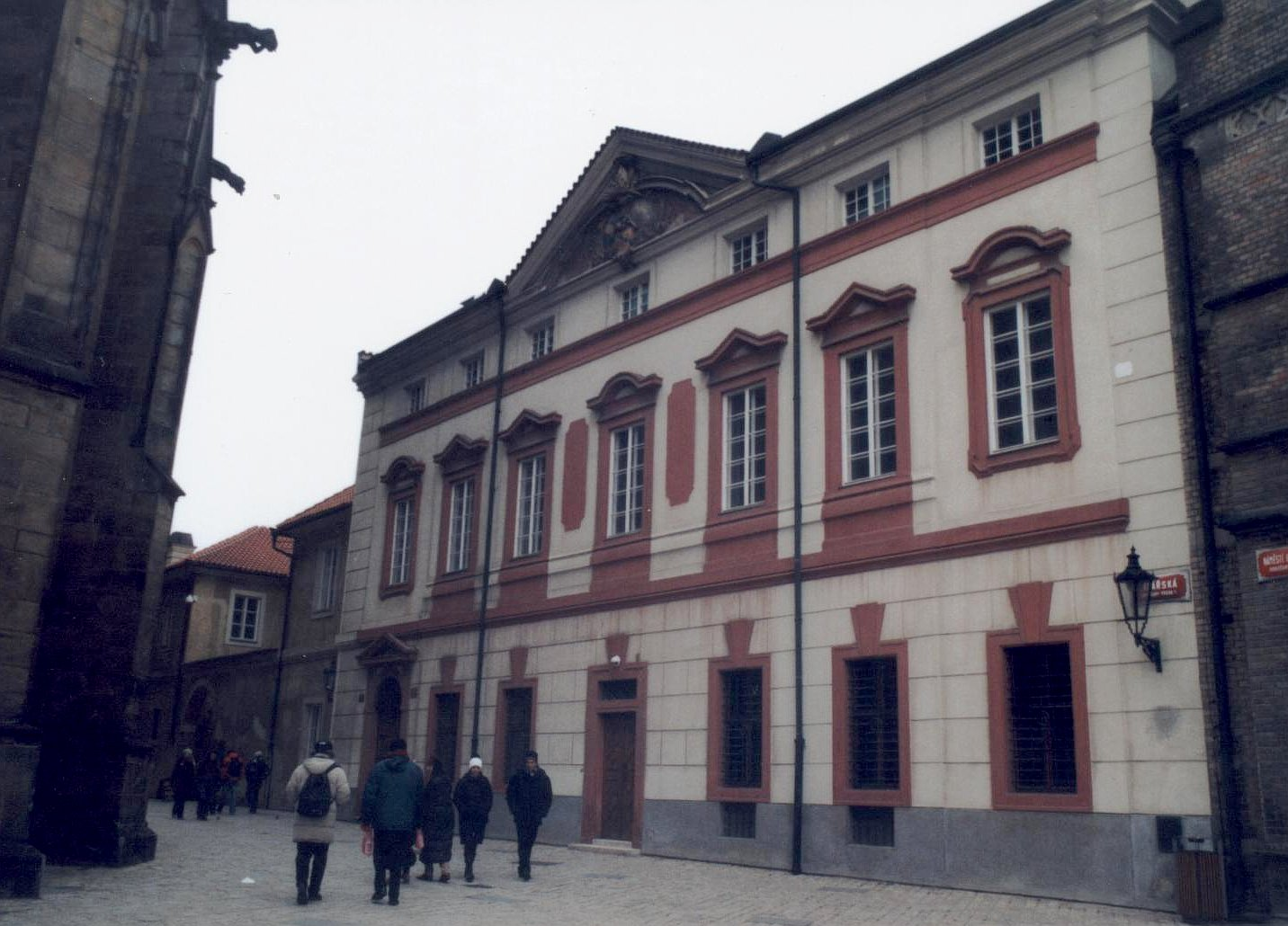
Mladotův dům - barokní budova kapitulního děkanství na Pražském hradě

Adam Ignác coby kapitulní děkan pověřil architekta Jana Blažeje Santiniho-Aichela vypracováním projektu přestavby renesančního objektu kapitulního děkanství obsahujícího zbytky románských a gotických konstrukcí pro vrcholně barokní přestavbu realizovanou v letech 1705–1706.
Adam Ignác Mladota ze Solopysk zemřel 23. května 1708 (v matrice ovšem stojí 16. říjen) a byl pochován v katedrále sv. Víta.

## Spisy
Adam Ignác byl autorem mnoha příležitostných slavnostních proslovů vydaných tiskem, např. dvě duchovní řeči:
- Pohřební kázání nad Kateřinou z Říčan (1674)
- Kázání při korunování Františky Heleny Pironky, abatyše u sv. Jiří (Jireček, »Rukověť«, II., 41)
- Vivit post funera virtus cels. et rever. principis ac. dom. Ioannis Frid. e comitibus de Waldstein.[2]